# Acido iodidrico
L'acido iodidrico è una soluzione acquosa di ioduro di idrogeno.

Nella nomenclatura tradizionale, il nome "acido iodidrico" indica sia la molecola HI che la sua soluzione acquosa; nella nomenclatura IUPAC si usa per entrambe le forme il nome "ioduro di idrogeno".
Lo ioduro di idrogeno è una molecola biatomica, formata dall'idrogeno e dallo iodio. A temperatura ambiente si presenta come un gas incolore. La sua soluzione in acqua è l'acido iodidrico, un acido forte (un superacido, avendo costante di dissociazione acida Ka maggiore dell'acido solforico). È necessario distinguere, però, che i due composti sono "differenti", anche se convertibili fra di loro. Lo ioduro di idrogeno è utilizzato nella sintesi organica e nella chimica inorganica come uno fra le principali fonti degli ioduri e come un agente riducente.

## Proprietà dello ioduro di idrogeno
Lo ioduro di idrogeno è un gas incolore che può reagire con l'ossigeno per dare acqua e iodio. Con il vapore acqueo produce una nebbia (o dei fumi) di acido iodidrico. È facilmente solubile in acqua, producendo l'acido iodidrico. Un litro di acqua basterebbe a dissolvere 425 litri di acido iodidrico, risultando che in una soluzione finale ci sarebbero quattro molecole di acqua per ogni molecola di acido iodidrico.

### Acido iodidrico
L'acido iodidrico esiste in soluzione acquosa dove lo ioduro di idrogeno si dissocia in ioni idronio e ioduro. L'acido iodidrico che si trova in commercio generalmente contiene dal 48% al 57% di acido iodidrico. La soluzione forma un azeotropo che bolle a 127 °C se c'è il 57% di acido iodidrico e il 43% di acqua. L'acido iodidrico è uno fra i più forti fra i comuni acidi formati dagli alogeni, nonostante l'elettronegatività dello iodio sia minore che nella maggior parte degli altri alogeni. L'acidità molto alta è causata dal disperdersi della carica ionica sopra l'anione. Lo ione ioduro è molto più grande rispetto agli altri ioni dei suddetti acidi, la qual cosa fa in modo che la carica negativa venga distribuita su di uno spazio maggiore. Di contro, uno ione cloruro è molto più piccolo, risultando in una carica negativa più concentrata e portando a una più forte interazione fra il protone e lo ione cloruro. 
Questa interazione più debole di quella H+ - - - I− nell'acido iodidrico facilita la dissociazione del protone dall'anione.
| Reazione                                                                                         | Costante di dissociazione acida (Ka) |
| ------------------------------------------------------------------------------------------------ | ------------------------------------ |
| {\displaystyle {\ce {HI_{(g)}\ +\ H2O_{(l)}\leftrightarrows H3O_{(aq)}^{+}\ +\ I_{(aq)}^{-}}}}   | {\displaystyle K_{a}\approx 10^{10}} |
| {\displaystyle {\ce {HBr_{(g)}\ +\ H2O_{(l)}\leftrightarrows H3O_{(aq)}^{+}\ +\ Br_{(aq)}^{-}}}} | {\displaystyle K_{a}\approx 10^{9}}  |
| {\displaystyle {\ce {HCl_{(g)}\ +\ H2O_{(l)}\leftrightarrows H3O_{(aq)}^{+}\ +\ Cl_{(aq)}^{-}}}} | {\displaystyle K_{a}\approx 10^{8}}  |

## Preparazione
La preparazione industriale dello ioduro di idrogeno comporta la reazione dello I2 con l'idrazina, che produce come sottoprodotto azoto.
{\displaystyle {\ce {2 I2 + N2H4 -> 4 HI + N2}}}
Quando il processo deve essere svolto in acqua, lo ioduro di idrogeno deve poi essere distillato.
Lo ioduro di idrogeno può anche essere distillato dallo ioduro di sodio (NaI) o da altri ioduri di metalli alcalini in acido fosforico concentrato (si noti, però, che l'acido solforico non può acidificare gli ioduri perché ossiderebbe lo ioduro fino a farlo divenire iodio elementare).
Un altro metodo consiste nel preparare l'acido iodidrico semplicemente combinando H2 e I2; tale processo viene utilizzato per generare campioni ad alta purezza:
{\displaystyle {\ce {H2 + I2 -> 2 HI}}}
Per molti anni si è creduto che questo processo avesse a che fare solamente con una reazione bimolecolare tra le molecole di H2 e quelle di I2. Tuttavia, quando la mistura dei due gas viene irradiata con una luce dalla lunghezza d'onda tale da fornire l'energia di dissociazione dello I2, circa 578 nm, il ritmo incrementa significativamente. Ciò sviluppa un meccanismo per cui lo I2 prima si dissocia in due atomi di iodio, ciascuno dei quali si aggancia a un lato della molecola H2 e spezza il legame H -- H:
{\displaystyle {\ce {{H2}+{I2}->[{\text{radiazione a 578 nm}}]{H2}+2I->I{\cdots }H{\cdots }H{\cdots }I->2HI}}}
In laboratorio un altro metodo consiste nell'idrolisi del triioduro di fosforo (PI3), l'equivalente per lo iodio del tribromuro di fosforo (PBr3). Con questo metodo I2 reagisce col fosforo per creare il triioduro di fosforo che in seguito reagirà con l'acqua per creare l'acido iodidrico e l'acido fosforoso:
{\displaystyle {\ce {3I2 \ + \ 2P \ + \ 6H2O -> 2PI3 \ + \ 6H2O -> 6HI \ + \ 2H3PO3}}}

## Altre reazioni e applicazioni
L'acido iodidrico si ossida se esposto all'aria, secondo le seguenti reazioni:
{\displaystyle {\ce {4 HI + O2 -> 2H2O + 2 I2}}}
{\displaystyle {\ce {HI + I2 -> HI3}}}
HI3 è di colore marrone scuro, il che fa spesso apparire le soluzioni di acido iodidrico dello stesso colore.
Come l'acido bromidrico e l'acido cloridrico, l'acido iodidrico si aggiunge agli alcheni:
{\displaystyle {\ce {HI + H2C=CH2 -> H3CCH2I}}}
L'acido iodidrico è soggetto alla stessa regola di Markovnikov come per l'acido cloridrico (HCl) e l'acido bromidrico (HBr); inoltre riduce alcuni chetoni e alcoli α-sostituiti, rimpiazzando la α sostituente con un atomo di idrogeno.
L'acido iodidrico è utilizzato anche in chimica organica per convertire gli alcoli primari in alogenuri alchilici. Questa reazione è una sostituzione SN2, in cui lo ione ioduro sostituisce il gruppo ossidrile "attivato" (acqua):
L'acido iodidrico è preferito rispetto ad altri alogenuri di idrogeno perché lo ione ioduro è un nucleofilo molto migliore del bromuro o del cloruro, quindi la reazione può avvenire a una velocità ragionevole senza molto riscaldamento. Questa reazione si verifica anche per alcoli secondari e terziari, ma la sostituzione avviene attraverso la via SN1.
L'acido iodidrico (o l'acido bromidrico) può anche essere usato per scindere eteri in alchil ioduri e alcoli, in una reazione simile alla sostituzione degli alcoli. Questo tipo di scissione è significativo perché può essere utilizzato per convertire un etere chimicamente stabile e inerte in specie più reattive. In questo esempio l'etere dietilico è suddiviso in etanolo e iodoetano:
La reazione è regioselettiva, in quanto lo ioduro tende ad attaccare l'etero-carbonio meno impedito stericamente.
Sebbene per gli standard moderni sia difficile da usare, l'acido iodidrico è stato comunemente impiegato come agente riducente agli albori della chimica organica. I chimici nel XIX secolo tentarono di preparare il cicloesano mediante riduzione HI del benzene ad alte temperature, ma invece isolarono il prodotto riarrangiato, il metilciclopentano. Come riportato per la prima volta da Kiliani, la riduzione dell'acido iodidrico di zuccheri e altri polioli provoca la scissione riduttiva di molti o addirittura di tutti i gruppi idrossilici, sebbene spesso con scarsa resa e/o riproducibilità. Nel caso di alcoli benzilici e alcoli con gruppi α-carbonilici, la riduzione mediante acido iodidrico può fornire rese sinteticamente utili del corrispondente prodotto idrocarburico:
{\displaystyle {\ce {ROH\ +\ 2HI->RH\ +\ H2O\ +\ I2}}}
Questo processo può essere reso catalitico in acido iodidrico usando fosforo rosso per ridurre lo iodio molecolare (I2) formatosi.